# Щенников, Владимир Вениаминович
Владимир Вениаминович Щенников (25 октября 1934 — 22 ноября 2006) — российский учёный в области вычислительной математики, доктор физико-математических наук, профессор, заслуженный деятель науки РФ (1999).

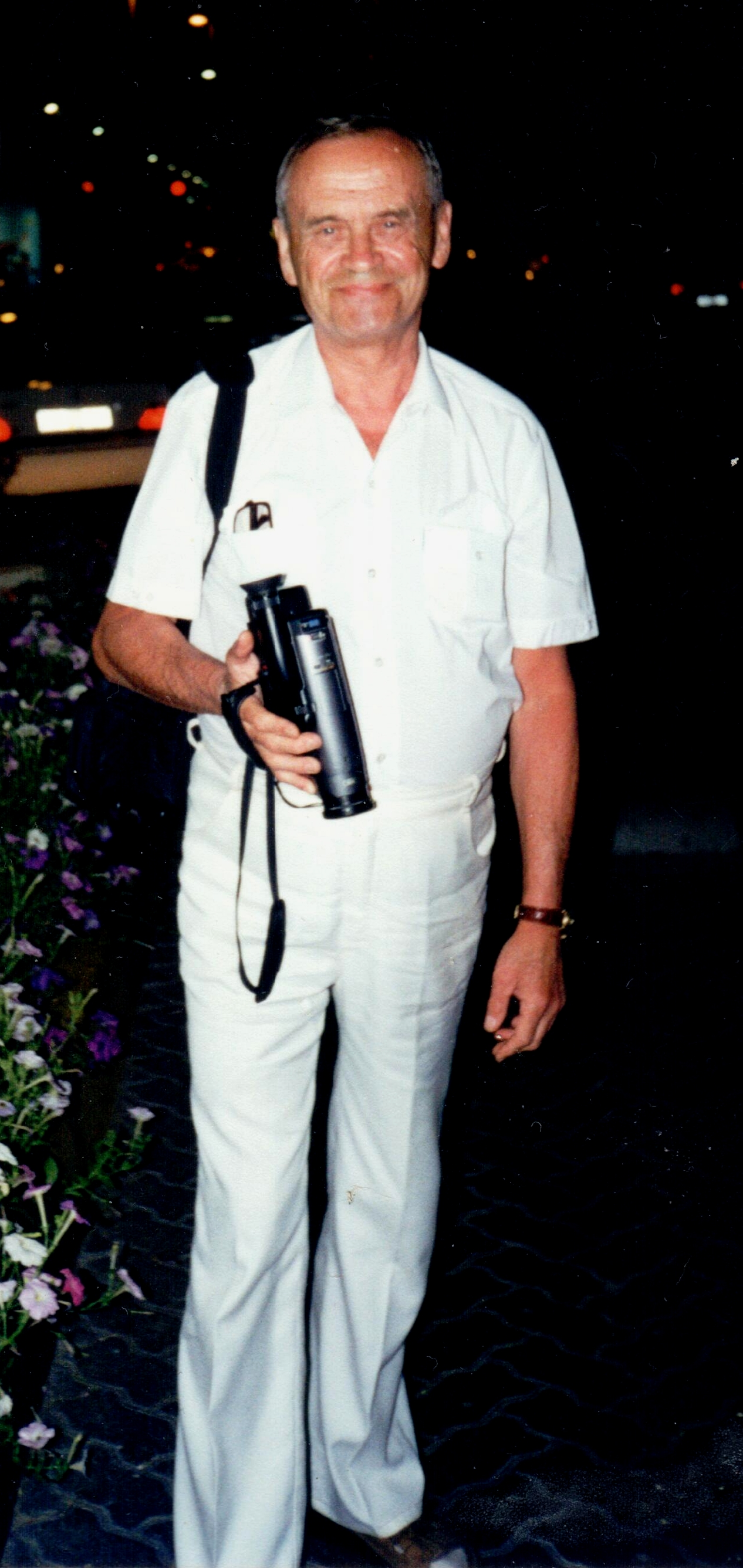
В.В.Щенников

## Биография
Родился 25 октября 1934 в Московской области.
Окончил МФТИ (1958). Работал в Вычислительном центре АН СССР, одновременно преподавал в своём институте.
С 1966 по 1978 год первый заведующий кафедрой вычислительной математики и программирования (позже называлась кафедрой теории чисел) Московского государственного педагогического института.
В 1976 г. защитил докторскую диссертацию.
С 1978 г. профессор кафедры вычислительной математики МФТИ, читал курс лекций «Программирование на векторно-конвейерных ЭВМ».
В 1990-е гг. руководитель научно-исследовательского комплекса «Нетрадиционные математические и информационные системы», заведующий отделом Института автоматизации и проектирования РАН.
Доктор физико-математических наук, профессор. Докторская диссертация:
- Численное исследование некоторых течений вязкой жидкости и газа : диссертация … доктора физико-математических наук : 01.02.05. — Москва, 1974. — 258 с. : ил.[1]

## Награды и звания
- Заслуженный деятель науки РФ (1999).

### Сочинения
- Лекции по газовой динамике : Учеб. пособие / В. В. Щенников, С. В. Утюжников, В. Д. Иванов; Моск. физ.-техн. ин-т. — М. : МФТИ, 1991. — 81,[2] с. : ил.; 20 см.
- Двойственный (скоростно-вихревой) детерминизм механики жидкости, газа и плазмы / О. М. Белоцерковский, В. В. Щенников ; Ин-т автоматизации проектирования Рос. акад. наук. — Москва : Компания Спутник+, 2004. — 68 с.; 21 см; ISBN 5-93406-820-2.
- Кинематика фазовых переходов в механике сплошных сред / А. П. Быркин, С. В. Васильев, В. В. Щенников ; Ин-т автоматизации проектирования Рос. акад. наук. — Москва : Компания Спутник+, 2004. — 44 с. : ил.; 21 см; ISBN 5-93406-821-0 : 100
- Кинематический универсализм общих представлений об окружающем мире.
- Кинематика операционного пространства
- Кинематика фазовых переходов
- Кинематические основы превращения веществ
- Кинематическое обобщение представлений об окружающем мире
- Короткие эссе
- Новый взгляд на вихревую механику
- Операционный предвестник «разрушительных» событий (катастроф)
- Феномен незавершённости ОТП
- Феномен нелинейного времени
- Фрагменты общей теории представлений
- Фундаментальная проблема обратимости

Редакторская деятельность
- Информатика и научно-технический прогресс : [Сб. ст.] / АН СССР; [Редкол.: В. В. Щенников (ред.-сост.) и др.]. — М. : Наука, 1987. — 188,[2] с. : ил.; 20 см.

## Галерея фотографий

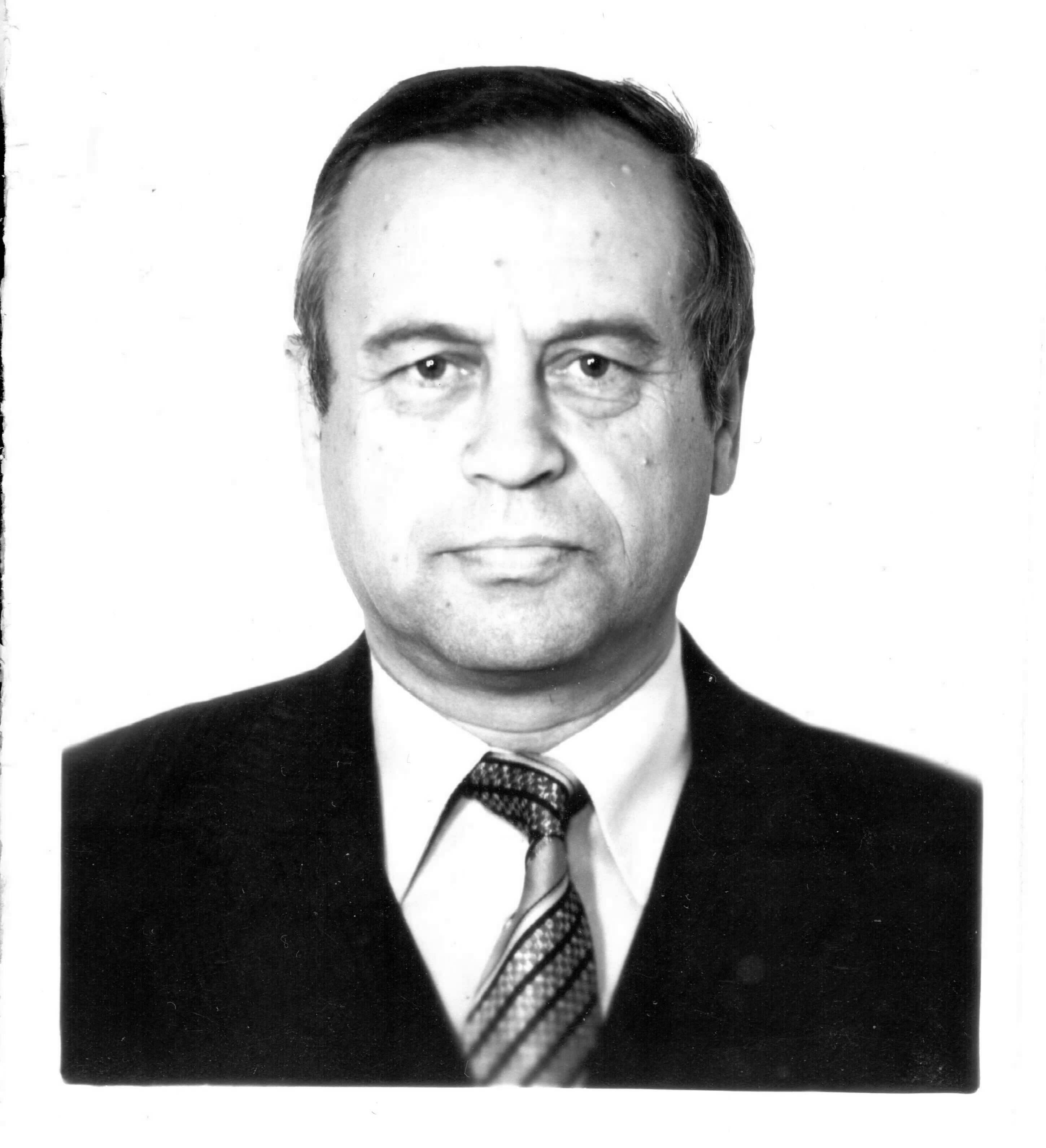
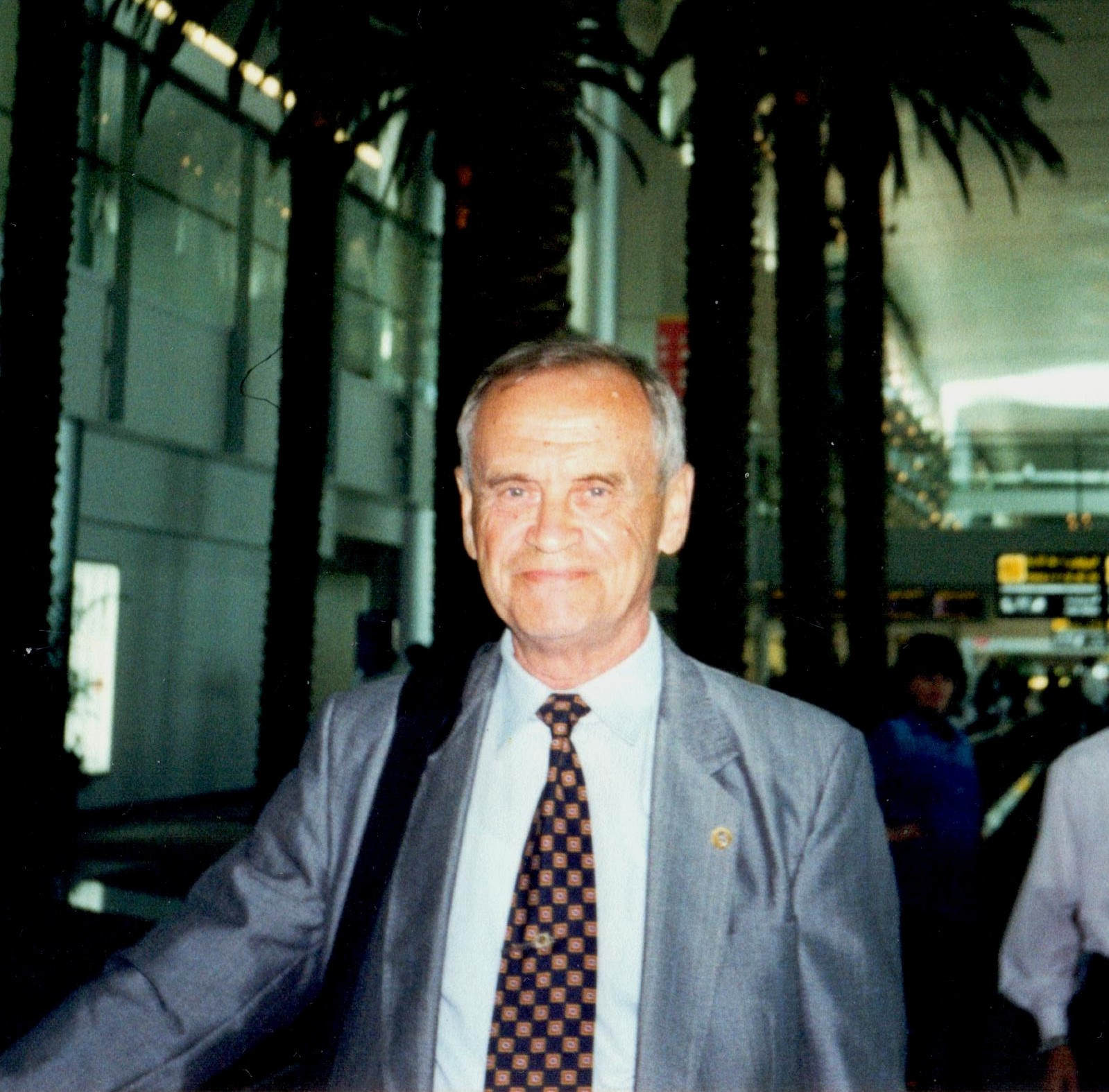
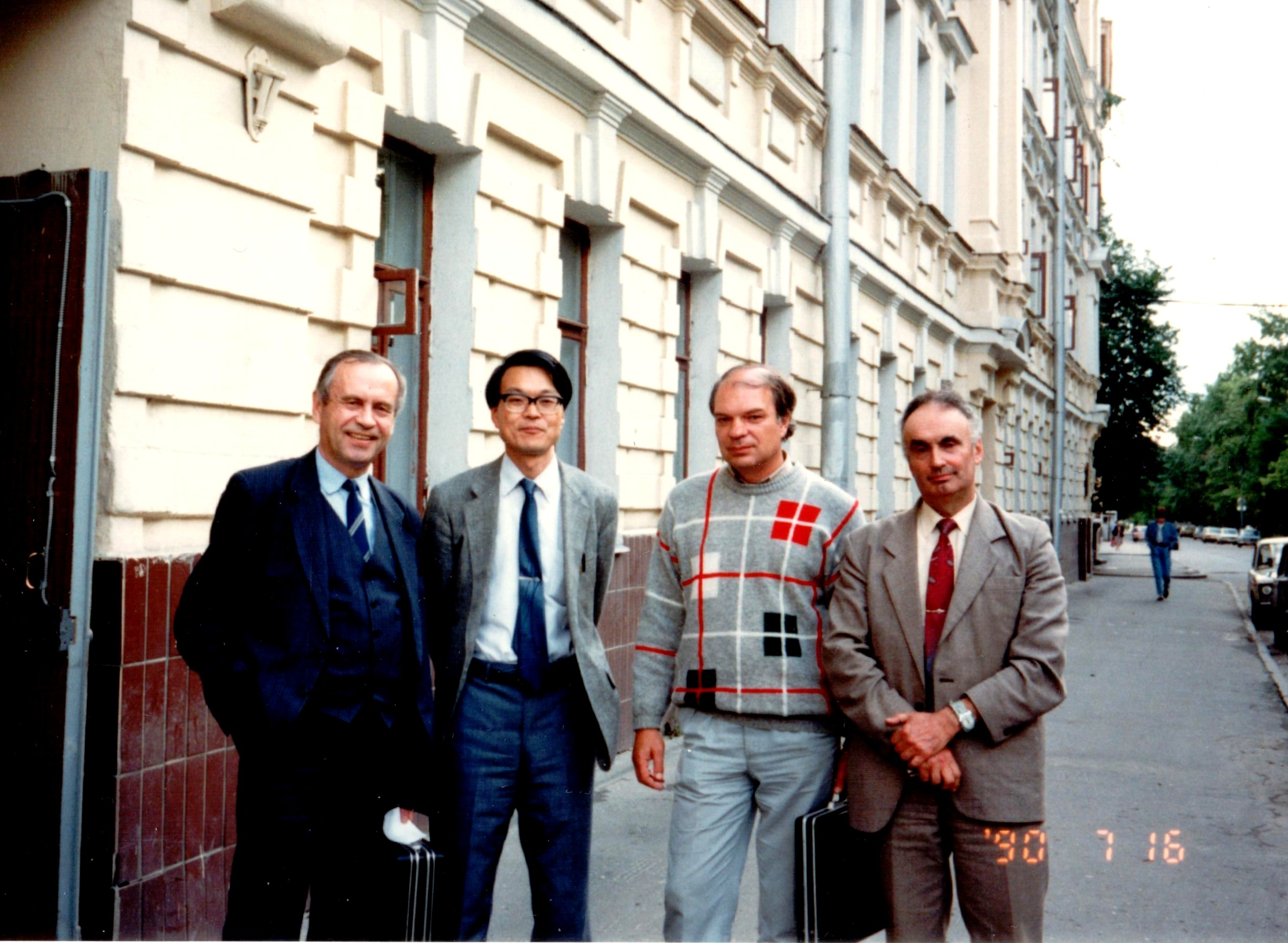